# 熊野駅
熊野駅（くまのえき）は、富山県富山市下熊野（開業時は旧・上新川郡熊野村）にあった富山地方鉄道笹津線の駅（廃駅）である。笹津線の廃線に伴い1975年（昭和50年）4月1日に廃駅となった。
1969年（昭和44年）8月30日から廃止時まで、朝夕1往復ずつ運行されていた急行列車の停車駅であった。

## 歴史
- 1914年（大正3年）12月6日：富山軽便鉄道堀川新駅（後の南富山駅） - 笹津駅間開通（富山軽便鉄道全通）に伴い開業[2]。
- 1915年（大正4年）10月24日：鉄道会社名を富山鉄道に改称。それに伴い同鉄道の駅となる[2][3]。
- 1933年（昭和8年）4月20日：堀川新駅（現・南富山駅） - 笹津駅間部分廃線に伴い廃止となる[2][3][4]。
- 1950年（昭和25年）9月1日：富山地方鉄道笹津線南富山駅 - 大久保町駅間再開通に伴い再開業[2][3][4][5]。
- 時期不詳：交換設備撤去、無人化[1]。
- 1974年（昭和49年）
  - 7月10日：水害による熊野川鉄橋橋脚傾斜により当駅 - 大久保町駅間運休、当駅が南富山側の一時的な終着駅となる[1][4]。
  - 7月30日：運休区間が復旧、当駅も通常営業となる[1][4]。
- 1975年（昭和50年）4月1日：笹津線の廃線に伴い廃止となる[2][3][4][6]。

## 駅構造
廃止時点で、単式ホーム1面1線を有する地上駅であった。ホームは線路の東側（地鉄笹津方面に向かって左手側）に存在した。転轍機を持たない棒線駅となっていた。かつては相対式ホーム2面2線を有する列車交換可能な交換駅であった。交換設備運用廃止後は線路は撤去されたが、ホーム前後の線路は転轍機の名残で湾曲していた。
無人駅となっていた。ホーム北側出入口附近に片流れ屋根の待合所を有していた。ホームは舗装されていた。また列車接近時にはテープによる案内放送がされていた。
構内の東側には回転交流機による変電所が設置されていた。この変電所は晩年老朽化しており、1973年（昭和48年）夏からは列車の3連運転が不可能になってしまった。
富山軽便鉄道（後の富山鉄道）時代の当駅は、停車場として開業していた。

## 駅周辺
上野駅 - 当駅間は田圃の中を走行した。
- 国道41号（越中東街道）
- 熊野川[1]
- 土川

## 駅跡
1998年（平成10年）時点では、下熊野交差点附近に位置が確認出来た。2007年（平成19年）9月時点時点では駅跡の特定は困難であった。
また、当駅跡附近の線路跡は、1998年（平成10年）時点では当線廃線後に南富山駅 - 日本繊維前駅の間を東西に走る形で開通した国道359号の取付け道路附近から田村町駅跡南側付近までは2車線の舗装道路となっていた。2008年（平成20年）時点でも同様で、当駅跡附近の道路は市道であったが、当駅跡 - 伊豆ノ宮駅間の熊野川を渡る手前附近から富山県道318号笹津安養寺線となっていた。

## 隣の駅
富山地方鉄道
笹津線
上野駅 - 熊野駅 - 伊豆ノ宮駅